# Business Roundtable

Logo

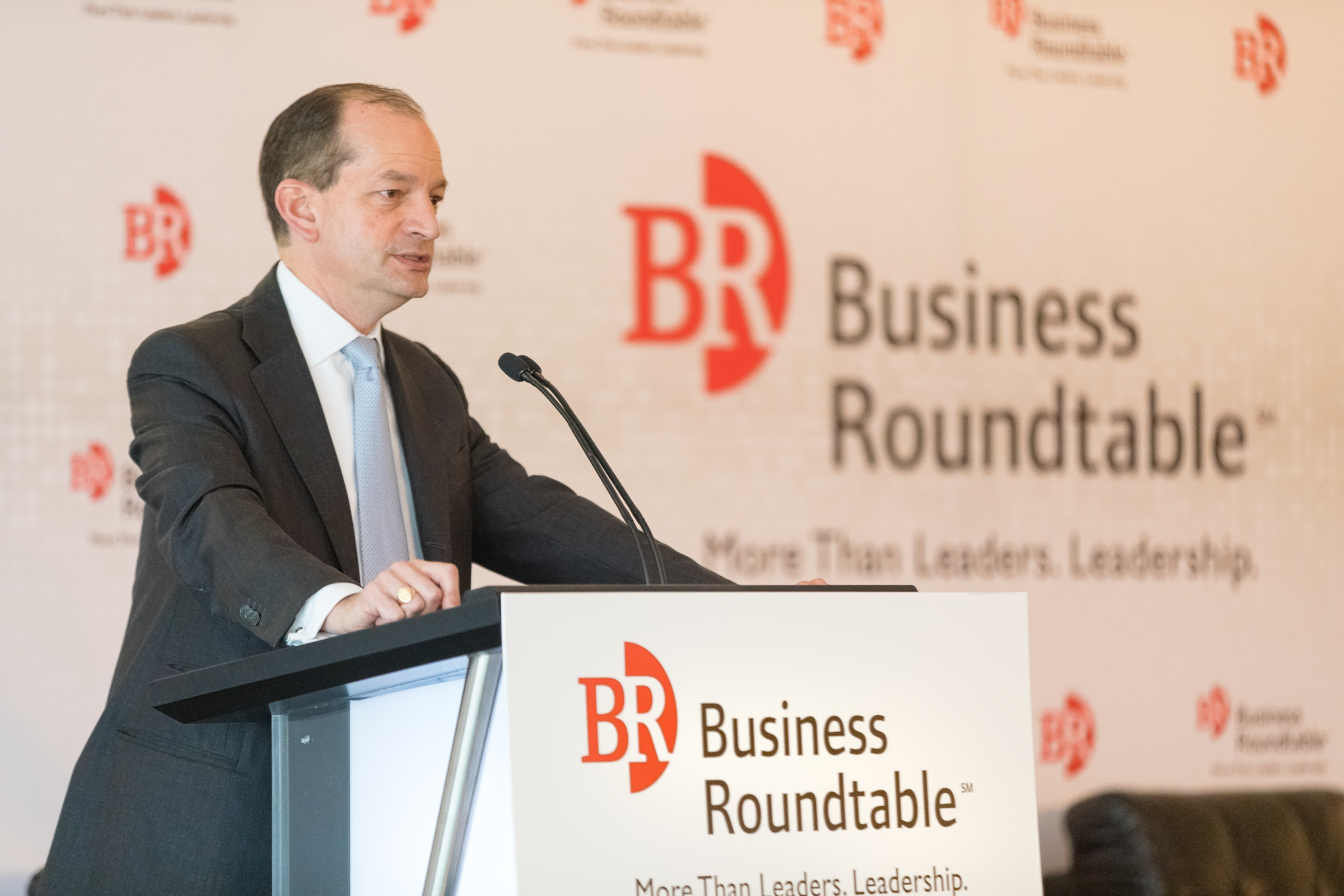
US-Arbeitsminister Alexander Acosta bei einer Rede vor dem Business Roundtable im Juni 2017

Der Business Roundtable (BR) ist eine 1972 gegründete US-amerikanische Lobbyorganisation von rund 200 Wirtschaftsführern großer US-amerikanischer multinationaler Unternehmen und hat seinen Sitz in Washington, D.C. Die Organisation entstand 1972 durch den Zusammenschluss der March Group, die sich aus Vorstandsvorsitzenden zusammensetzte, des Construction Users Anti-Inflation Roundtable und des Labor Law Study Committee.
Das Ziel des Forums basiert auf die Überzeugung, dass in einer pluralistischen Gesellschaft der Wirtschaftssektor eine aktive und wirksame Rolle bei der Bildung der öffentlichen Ordnung spielen sollte. Das Forum ist für Deregulierung und Reduzierung von staatlichen Eingriffen durch Gesetze und Steuern und für mehr freiwillige Vereinbarungen für die Industrie. Der Business Roundtable forcierte auch das Multilaterale Abkommen über Investitionen (MAI) und unterstützte das Nordamerikanische Freihandelsabkommen (NAFTA) und die Amerikanische Freihandelszone (FTAA) und lobbyierte beispielsweise für British Petroleum, Coca-Cola, Deutsche Bank, ExxonMobil, General Motors, Monsanto, Nike, Procter & Gamble und Shell. 2007 gehörte der BRT zum Mitinitiator der Aspen-Grundsätze.
Aktueller Focus der Organisation liegt auf die Corporate Governance, Bildung und Arbeitskräfte, Energie und Umwelt, Gesundheit und Ruhestand, Einwanderung, Infrastruktur, internationales Engagement, intelligente Regulierung, Steuer- und Fiskalpolitik sowie Technologie, Internet und Innovation.